# Жана Тодорова
Жана Тодорова (6 січня 1997, Пловдив, Болгарія) — болгарська волейболістка, ліберо. Гравець національної збірної.

## Із біографії
В сезоні 2021/2022 була основним гравцем «Прометея» з Дніпропетровської області. Болгарське тріо стало переможцями чемпіонату, кубка і суперкубка України, а також грало в груповому етапі Ліги європейських чемпіонів (разом з нею виступали Нася Димитрова і Лора Кітіпова).
Через травму не змогла зіграли за національну збірну на чемпіонаті світу 2022 і за бухарестський «Рапід», до складу якого перейшла в міжсезоння.

## Клуби
| Роки      | Команди                   |
| --------- | ------------------------- |
| 2013—2021 | «Мариця» (Пловдив)        |
| 2021—2022 | «Прометей» (Слобожанське) |
| 2023—     | «Мариця» (Пловдив)        |

## Досягнення
- Кубок виклику ФІВБ (1): 2018
- Переможець Євроліги (2): 2018, 2021
- Чемпіон Болгарії (9): 2015, 2016, 2017, 2018, 2019, 2020, 2021, 2024, 2025
- Володар кубка Болгарії (7): 2015, 2017, 2018, 2019, 2021, 2024, 2025
- Чемпіон України (1): 2022
- Володар кубка України (1): 2022
- Володар суперкубка України (1): 2021